# 運副
運副，中國古代官職之一。在清朝，此官職配置於地方之運鹽機構，品等為從五品。主要掌管鹽政法令，通常設於運鹽司。1910年代，清朝滅亡後，該官職廢除。